# I terribili sette
Pour plus de détails, voir Fiche technique et Distribution.
I terribili sette, également connu sous le titre I cagasotto, est une comédie italienne réalisée par Raffaello Matarazzo et sortie en 1963.

## Synopsis
Sept jeunes garçons d'un quartier de la banlieue de Rome ont trouvé par hasard, dans un champ, un enfant apparemment abandonné. En réalité, la mère était tombée malade et, après s'être rétablie, ne pouvait plus retrouver l'enfant. La bande d'adolescents tente de tirer un profit financier de cette découverte, car ils ne trouvent pas l'argent nécessaire pour acheter des maillots et d'autres équipements pour leur équipe de football.
Ils vendent d'abord le bébé à une caravane de gitans qui campent près du quartier. Le maréchal Toniolo, quant à lui, pense que l'enfant a été enlevé pour obtenir une rançon et le fait savoir à la presse. Les enfants pensent alors qu'il est préférable de récupérer l'enfant pour gagner plus d'argent. Entre-temps, Gianna, la seule fille admise dans la bande des sept garçons, téléphone anonymement à la mère du nouveau-né pour l'assurer que le bébé va bien. Les garçons parviennent, malgré les coups qu'ils ont reçus, à récupérer le nourrisson dans la caravane de gitans et tentent d'obtenir le prix qu'un bienfaiteur anonyme a mis en jeu pour celui qui retrouvera le bébé.
La nuit, traversant un quartier totalement différent de celui qu'ils connaissent le jour, ils se dirigent vers l'église où ils prévoient de livrer l'enfant, mais là, ils sont pris pour des voleurs. Le curé leur pardonne et les renvoie dans leurs familles qui, entre-temps, inquiètes de l'absence de leurs enfants même la nuit, s'étaient réunies chez le maresciallo.
Le nouveau-né retourne alors auprès de sa mère, tandis que les enfants rentrent chez eux, où, pour beaucoup d'entre eux, une leçon de morale et quelques réprimandes sont prêtes. Toutefois, cette aventure aura également permis à de nombreux parents de se rendre compte qu'ils ont négligé leurs enfants, et beaucoup d'entre eux trouveront des raisons de se rapprocher de leurs rejetons et de leur conjoint.

## Fiche technique
- Titre original italien : I terribili sette ou I cagasotto[1]
- Réalisation : Raffaello Matarazzo
- Scénario : Guglielmo Santangelo, Raffaello Matarazzo, Bruno Corbucci, Giovanni Grimaldi
- Photographie : Marcello Masciocchi (it)
- Montage : Ornella Micheli (it)
- Musique : Armando Trovajoli
- Décors : Carlo Leva
- Production : Gilberto Carbone
- Société de production : Film Columbus
- Pays de production :  Italie
- Langue originale : italien
- Format : Noir et blanc
- Durée : 86 minutes
- Genre : comédie
- Dates de sortie :
  - Italie : 1963 (visa délivré le 19 décembre 1963)

## Distribution
- Stefano Conti : Pecos Bill
- Patrizia Canevari : Gianna
- Massimo Giuliani (it) : Davy Crochett
- Roberto Chevalier (it) : Fantomas
- Loris Loddi (it) : Biberò
- Claudio Maccari : Gambalesta
- Antonio Piretti : Pastaelenticchie
- Stefano Tamborra : Cerveau
- Umberto D'Orsi : Maréchal Toniolo, père de Pecos Bill
- Fulvia Mammi : Rosa, épouse de Toniolo
- Franco Volpi : l'avocat, père de Cervellone
- Armida De Pasquali : la femme de l'avocat
- Giacomo Furia : Ernesto, l'entrepreneur père de Fantomas
- Dada Gallotti : la femme d'Ernesto
- Toni Ucci : Romolo, le conducteur de tramway père de Biberò
- Franca Tamantini : la femme de Romolo
- Riccardo Garrone : Giorgio, le journaliste père de Pastaelenticchie
- Annie Gorassini : la fiancée de Giorgio
- Giuliana Lojodice : la mère du nouveau-né
- Antonella Della Porta : la gitane
- Mario Chiocchio : le curé de la paroisse
- Pino Ferrara : le sacristain
- Elsa Vazzoler : Vittoria, mère de Davy Crochett
- Paola Piretti : la sœur de Gianna
- Gino Lavagetto : le gitan